# Lucius Lucretius Tricipitinus
Pour les articles homonymes, voir Lucretius Tricipitinus.
Lucius Lucretius Tricipitinus est un homme politique romain du Ve siècle av. J.-C., consul en 462 av. J.-C.

## Famille
Il est le petit-fils d'un Titus Lucretius et le fils de Titus Lucretius Tricipitinus, consul en 508 et 504 av. J.-C. Son nom complet est Lucius Lucretius T.f. T.n. Tricipitinus.

## Biographie

### Consulat (462)
En 462 av. J.-C., il devient consul avec Titus Veturius Geminus Cicurinus. Les Romains se remettent d'une sévère épidémie qui a sévi l’année précédente et a emporté les deux consuls Publius Servilius Priscus et Lucius Aebutius Helva, les augures Titus Verginius Tricostus Rutilus et Manius Valerius Volusus Maximus et le Curio Maximus Servius Sulpicius Camerinus Cornutus. Avant la fin de l'année consulaire, une série d'interrex est nommée afin d'organiser de nouvelles élections. Celles-ci sont menées à terme par l'interrex Publius Valerius Publicola en 462 av. J.-C.

#### Guerre contre les Èques et les Volsques
Les Èques et les Volsques tentent de profiter des conséquences de l'épidémie et attaquent les territoires romain et hernique. Lucius Lucretius et son armée sont envoyés protéger les Herniques. Ils rencontrent des Volsques qui reviennent de piller les environs de Rome et leur infligent de lourdes pertes. Lucius Lucretius revient Rome avec une bonne partie de l'important butin réuni par les Volsques. Il expose les pièces au Champ de Mars pour que les citoyens romains puissent reconnaître et récupérer leurs biens, tout ce qui n'est pas récupéré est vendu. Sa victoire et ces restitutions de biens valent à Lucius Lucretius l’honneur de célébrer un triomphe,,.

#### Larogatio Terentilia
Alors que les consuls sont absents de Rome, menant leurs armées en campagne contre les Èques et les Volsques, Caius Terentilius Harsa, tribun de la plèbe, propose de voter une loi prévoyant la création d'une commission spéciale chargée de réguler le pouvoir consulaire,. Quintus Fabius Vibulanus, nommé Praefectus Urbi en l'absence des consuls, s'oppose à ce projet de loi et parvient à en différer le vote jusqu'au retour des consuls.

### Le procès de Kaeso Quinctius (461)
L’année suivante en 461 av. J.-C., Lucius Lucretius intervient pour soutenir le jeune patricien Kaeso Quinctius alors que ce dernier est mis en accusation par les tribuns de la plèbe Aulus Verginius et Marcus Volscius Fictor pour atteinte à la sacro-sainteté des tribuns et pour meurtre.

### Auteurs antiques
- Tite-Live, Histoire romaine, Livre III, 8-12 sur le site de l'Université de Louvain
- (en) Denys d'Halicarnasse, Antiquités romaines, Livre IX, 50-71 sur le site LacusCurtius

### Auteurs modernes
- (en) T. Robert S. Broughton, The Magistrates of the Roman Republic : Volume I, 509 B.C. - 100 B.C., New York, The American Philological Association, coll. « Philological Monographs, number XV, volume I », 1951, 578 p.
- (fr) Dominique Briquel, « La nuit du Ve siècle », dans François Hinard (dir.), Histoire romaine. Tome I, Des origines à Auguste, 2000, 1080 p. (ISBN 978-2-213-03194-1), p. 163-202